# Cisca Pattipilohy
Francisca (Cisca) Pattipilohy (Makassar, 26 februari 1926) is een bibliothecaris en feminist, actief in de beweging voor en door zwarte, migranten- en vluchtelingenvrouwen (ZMV-vrouwen) in Nederland en initiatiefnemer van een goede informatievoorziening voor en door ZMV-vrouwen, mede-oprichtster van Stichting Flamboyant en Stichting Zami.

## Biografie
Cisca Pattpilohy is geboren op 26 februari 1926 in Makassar op het eiland Celebes, Indonesië, als enige dochter in een gezin van vier kinderen. Haar vader, geboren in 1892 in Banda Neira (Molukken) was een telg van een Molukse radja-familie, haar moeder van gemengde afkomst (Chinees, Arabische grootmoeder en Armeense vluchteling als grootvader). Beiden waren protestants en ouders volgden de Europese lagere school. Haar vader studeerde daarna bouwkunde, werkte bij de Indische Koninklijke Pakketvaartmaatschappij en had daarna een eigen bouwbureau. Haar moeder volgde de Mulo en deed een medische analisten-opleiding.
Ook Cisca Pattipilohy volgde de Europese lagere school. Van 1939-1947 zat zij de HBS-VB en Indonesische middelbare school. In 1947 ging zij naar Nederland om aan de Universiteit Leiden Indisch recht te studeren. Ook studeerde zij af aan de bibliotheekacademie en haalde diploma's BA Engels en tolk/vertaler Indonesisch. Tijdens de studie leerde zij haar man kennen die Indologie studeerde. In 1951 is zij met hem naar Indonesië teruggekeerd en getrouwd. Beiden wilden een bijdrage leveren aan de opbouw van het land. Uit het huwelijk zijn twee dochters en twee zoons geboren.
In Indonesië leidde Pattipilohy de bibliotheek van het Departement van Verkeer en Openbare werken. Ze tolkte tussen 1962 en 1965 op meer dan twintig internationale conferenties voor de African Asian Journalist Organisation.
In december 1965 werd zij zonder concrete beschuldiging samen met haar man opgepakt. Zij werd uiteindelijk naar de vrouwengevangenis in Jakarta overgebracht. Na acht maanden is zij vrij gekomen. In 1968 is zij uit veiligheidsoverwegingen met haar vader en kinderen mee naar Nederland verhuisd. Haar man is in 1975 in gevangenschap overleden.

## Werk
In Nederland is zij tot aan haar pensionering werkzaam geweest als bibliothecaris en documentalist, onder andere bij de juridische bibliotheek van de Juridische Faculteit van de Universiteit van Amsterdam, de bibliotheek van het KITLV en het Tropeninstituut te Amsterdam, afdeling Nederlands Documentatiecentrum voor Ontwikkelingslanden.
In die hoedanigheid raakte zij betrokken bij de landelijke ‘werkgroep documentatie ontwikkelingssamenwerking’. In 1969 werd door de Verenigde Naties het ‘Ontwikkelingsdecennium’ uitgeroepen, maar informatie over ontwikkelingssamenwerking bleek moeilijk te vinden, mede door het ontbreken van toepassing van uniforme methoden om de documenten toegankelijk te maken. De informatie die er wel was, was niet of nauwelijks terug te vinden in grote informatievoorzieningen als openbare en universiteitsbibliotheken.

## Vrouwenbeweging
In 1974 nam Pattipilohy deel aan een grote conferentie over vrouwen en ontwikkeling, ter voorbereiding op het Internationaal Jaar van de Vrouw in 1975. Daar kreeg zij naar eigen zeggen voor het eerst veel breder en systematischer te maken met de vrouwenproblematiek. Zij sloot zich aan bij een werkgroep Indonesische vrouwen.
In 1985 volgde zij de studie Women and Development, aan het Institute Social Studies te Den Haag, om meer te leren over theorieën, analyses, discussies en de geschiedenis van de vrouwenstrijd.
Ook bij de vrouwenstrijd, in het bijzonder die van ZMV-vrouwen, liep zij tegen hetzelfde gebrek aan informatie aan. “Het probleem van onvindbaarheid van informatie is in beide gevallen hetzelfde. Er is niet alleen een bepaalde oriëntatie, visie ten aanzien van de keuzebepaling bij de opbouw van de collectie, maar ook bij de wijze van toegankelijk maken van de informatie, dat wil zeggen het uitzoeken, formuleren van de trefwoorden waarop het informatiemateriaal wordt geordend.” legde zij uit in een interview in Tijdschrift Vrouwen en Informatica in 1988. En “Het is onmogelijk om met zo’n complex geheel als discriminatie en racisme iets te doen in je werk, als je het in je dagelijks leven niet eens onderkent.”
Van een goede informatievoorziening over en voor ZMV-vrouwen heeft zij haar levenswerk gemaakt. Informatie en toegang tot informatie was voor haar van essentieel belang in de strijd voor positieverbetering en participatie van zwarte vrouwen in de maatschappij.

#### Stichting Flamboyant
Bij de oprichting in 1985 van de Stichting Flamboyant op, landelijk ontmoetings-, kennis- en informatiecentrum voor en van de ZVM-vrouwenbeweging, werd haar gevraagd een bibliotheek en documentatiecentrum op te zetten. Ter voorbereiding daarop werd geïnventariseerd welke literatuur over zwarte vrouwen aanwezig is in bestaande collecties. De inventarisatie resulteerde in de publicaties Zwarte Vrouwen Bibliografie in 1988 en 1989. 
Een essentieel probleem bij de inventarisatie bleek volgens haar de te gebruiken trefwoorden en onderwerpsindeling. Die waren veelal niet toegespitst op het vinden van informatie over zwarte vrouwen en daarbinnen op bijvoorbeeld arbeid of rechten.
Automatisering van het documentatiewerk leek een belangrijk hulpmiddel daarbij. Mede als bestuurslid van 1988 tot 1992 van het Internationaal Informatiecentrum en Archief voor de Vrouwenbeweging (IIAV) deed zij daar ervaring mee op.
Van 1992 tot 1995 was zij in de begeleidingscommissie IIAV-project ‘Informatievoorziening op het terrein van zwarte, migranten en vluchtelingenvrouwen’ nauw betrokken bij de herziening van de Vrouwenthesaurus, een gecontroleerde en gestructureerde index. De subsidiëring van de activiteiten van de Stichting Flamboyant werd niet voortgezet en in december 1990 zag de stichting zich genoodzaakt tot opheffing.

#### Zami
Cisca Pattipilohy heeft een jaar later, op 8 december 1991, samen met anderen ZAMI opgericht, het ontmoetingscentrum voor ZMV-vrouwen om kennis, ervaringen en informatie uit te wisselen. ZAMI organiseert activiteiten zoals politieke en culturele cafés (ZAMI Casa), de jaarlijkse uitreiking van de ZAMI-Award, workshops en cursussen. ZAMI gaf van 1992 tot 2005 de ZAMI-krant uit; per 1 januari 2005 ontving ZAMI geen overheidssubsidie meer en heeft daardoor sommige van haar activiteiten moeten stoppen.

## Prijzen
Pattipilohy ontving de volgende prijzen:
- 2002 – De Triomf - prijs, een tweejaarlijkse prijs voor de bijdrage aan empowerment van ZMV-vrouwen in invloed, zeggenschap en macht, voor haar lange staat van dienst voor de emancipatie van ZMV-vrouwen, en als grondlegger van de mogelijkheid om in Nederland kennis te vergaren over ZMV-vrouwen volgens het juryrapport.[6][4]
- 2011 – ZAMI Award voor haar bijdragen aan een goede informatievoorziening van en voor zwarte en migrantenvrouwen, onder het motto ‘Zonder kennis en informatie geen vrouwenemancipatie!'

## Dekolonisatie-onderzoek
Francisca Pattipilohy en Jeffry Pondaag van het Comité Nederlandse Ereschulden namen in november 2017 het initiatief voor het opstellen van een open brief aan de Nederlandse regering. Aanleiding was de aankondiging van een groot onderzoek naar de gewelddadigheden in Indonesië tijdens de Bersiap-periode (1945-1946) en de dekolonisatie. In de brief zetten zij vraagtekens bij de aard, de opzet, de aanpak en de politieke onafhankelijkheid van dit onderzoek dat in 2012 nog was afgewezen.Ook uitten zij twijfels bij de samenstelling van het onderzoeksteam. In hun brief vragen zij de koloniale context en de invloed daarvan bij het onderzoek te betrekken, een meer prominente rol voor Indonesische onderzoekers en geen voorwaarden vanuit de politiek ten aanzien van aard en inhoud. De brief is maandag 27 november 2017 verstuurd aan drie Nederlandse ministeries: het Ministerie van Algemene Zaken, het ministerie van Buitenlandse Zaken en het Ministerie van Defensie. Met CC aan: de Indonesische regering, tevens via persbericht aan Indonesische en Nederlandse media en universiteiten en onderzoeksinstituten. Toen Pattipilohy niet werd uitgenodigd voor de bijeenkomst over het onderzoeksprogramma op 13 september 2018, stuurde zij een videoboodschap in die ook op YouTube is geplaatst.